# Raoul Trujillo
Raoul Trujillo, född 8 maj 1955 i Santa Fe, New Mexico, är en amerikansk skådespelare.
Trujillo har bland annat medverkat i filmerna Blue Beetle, Sicario och Riddick.

## Filmografi (i urval)
- 2006 – Apocalypto
- 2011 – Cowboys & Aliens
- 2013 – Riddick
- 2014 – Da Vinci's Demons (TV-serie)
- 2015 – Sicario
- 2023 – Blue Beetle